# Choi Young-jae
Choi Young-jae (Mokpo, 17 settembre 1996) è un cantante e attore sudcoreano.
Dal 2014 è membro della boy band Got7.

## Biografia
Choi Young-jae nasce il 17 settembre 1996 a Mokpo, Corea del Sud. Si avvicina alla musica in giovane età cantando con il fratello maggiore e, quando quest'ultimo si arruola, s'iscrive a un'accademia di canto per imparare a livello professionale, lavorando part-time per sostenere le lezioni. Nel 2011 vince un premio all'eccellenza vocale al Festival musicale della gioventù di Mokpo. Inizialmente propenso a diventare terapeuta musicale, quando nel 2013 la JYP Entertainment tiene delle audizioni chiuse all'accademia di canto, Choi vi partecipa e le supera, trasferendosi a Seul. Dopo sette mesi di allenamento, il 16 gennaio 2014 debutta nella boy band Got7 con l'extended play Got It?.
Per il gruppo, Choi scrive e compone alcuni brani con lo pseudonimo Ars, cominciando da Rewind per l'EP Flight Log: Departure nel 2016; parallelamente, pubblica canzoni su SoundCloud.
Nel 2017 registra la collaborazione Victim of Love con Sanjoy e Elliott Yamin, mentre l'anno seguente canta I'm All Ears con Park Ji-min per la campagna di prevenzione del suicidio giovanile promossa dalla Fondazione per la filantropia sociale delle assicurazioni sulla vita, che viene pubblicata il 15 ottobre. Tra il 2018 e il 2020 canta le colonne sonore At the Usual Time e Fall In Love per i drama Gireumjin mello e Hwa-yang-yeonhwa, rispettivamente. Nella primavera del 2019 fa da presentatore per le tappe del 10 e 11 aprile a Tokyo, e del 17 e 18 aprile a Osaka, del Focus Première Showcase in Asia dei Jus2.
Dal 18 maggio al 25 settembre 2020 presenta il programma radiofonico Idol Radio insieme a Young K dei Day6; intanto collabora con Howlpot, una marca di prodotti per animali domestici, alla collezione di vestiario Ars X Coco, che, in vendita dal 25 maggio all'8 giugno, raccoglie 15 milioni di won, poi donati al centro no-profit per cani abbandonati The Bom Center dei Difensori dei diritti degli animali in Corea (KARA).
Dopo un ruolo ricorrente nella webserie del 2015 Dream Knight, nella quale i membri dei Got7 recitano al fianco di Song Ha-yoon, Choi s'interessa a una carriera parallela come attore vedendo Joaquin Phoenix nel film del 2019 Joker. Nel 2021 è nel cast principale della sitcom di Netflix So Not Worth It, centrata sulle avventure quotidiane di un gruppo di studenti di un dormitorio universitario internazionale, per la quale canta la sigla omonima. La rappresentazione realistica del personaggio di Sam, figlio del presidente di una catena alimentare con sede in Australia, attira l'attenzione, e viene elogiato per le sue recitazione, capacità di comunicazione, vocalizzazione, pronuncia ed espressioni facciali.
A gennaio 2021 JYP Entertainment annuncia la decisione collettiva dei membri dei Got7 di non rinnovare il contratto, in scadenza il 19 gennaio, ma di proseguire comunque le attività come gruppo. Choi firma con Sublime Artist Agency il 20 gennaio.
Il 9 marzo 2021 viene scritturato per la parte del protagonista maschile nel musical Tae-yang-ui norae, adattamento del film giapponese Taiyō no uta, che va in scena al Kwanglim Arts Center dal 1º maggio al 25 luglio. Choi si esibisce in 22 dei 95 spettacoli. Dei brani Meet Me When the Sun Goes Down e Good-bye Days vengono registrate diverse versioni da ciascuno degli attori principali per la pubblicazione come singoli discografici. La versione di Choi di Meet Me When the Sun Goes Down esce il 9 aprile, mentre la collaborazione con Kei delle Lovelyz su Good-bye Days il 7 giugno.
Il 1º aprile viene scelto come portavoce di Levi's Red insieme a Lim Na-young, e il 20 aprile prende parte al Levi's 501® Day Music Concert, dove si esibisce con il brano auto-scritto Lonely, Ride di Sole e Bad di Christopher. Il 7 maggio pubblica la colonna sonora Pop Star per la webserie Geuraeseo naneun antipaen-gwa gyeolhonhaetda.
Il 5 ottobre esce il suo primo extended play, Colors from Ars. Nove giorni dopo lancia una linea d'abbigliamento in collaborazione con il marchio Plac. Il 31 ottobre partecipa al concerto We All Are One organizzato da Red Angel in collaborazione con l'Esercito della Salvezza per incoraggiare la popolazione durante la pandemia di coronavirus. Il 15 dicembre pubblica il singolo Walk With Me (같이 걸어가줘요?). Tra il 24 e il 25 dicembre viene pubblicata la webserie Love & Wish, nella quale interpreta il protagonista Kim Seung-hyu e un brano della colonna sonora, Day by Day.
Il 28 marzo 2022 diventa DJ fisso del programma radiofonico Got7-ui Youngjae chinhan chingu, mentre il 21 giugno pubblica il suo secondo EP, Sugar.

## Vita privata
Choi ha studiato ingegneria della costruzione navale alla Mokpo Technical High School prima di trasferirsi alla Korean Arts High School di Seul durante il primo anno, diplomandosi a febbraio 2015. È stato accettato alla facoltà di teatro e cinema della Seokyeong University, ma si è in seguito trasferito e laureato alla International Cyber University. Al 2021 frequenta la Hanyang Cyber Graduate School.
Ad agosto 2020 si è registrato come donatore di organi; a sostegno del trapianto ha pubblicato il singolo Everything For You e partecipato, a maggio 2021, alla campagna "I Rose You" organizzata dalla Sede del movimento per la donazione degli organi dell'amore per promuovere l'iniziativa ed esprimere ringraziamenti, rispetto e condoglianze ai donatori e alle loro famiglie.

## Discografia
Di seguito, le opere di Choi come solista. Per le opere con i Got7, si veda Got7#Discografia.

### Album in studio
- 2023 – Do It

### Extended play
- 2021 – Colors from Ars
- 2022 – Sugar

### Singoli
- 2016 – My Day (내 하루)
- 2016 – Trauma
- 2017 – Call Button (통화버튼) (feat. J.praize)
- 2017 – I Want to Fall Asleep (잠들고 싶어) (feat. Noday)
- 2021 – Everything For You
- 2021 – Walk With Me (같이 걸어가줘요)

### Collaborazioni
- 2015 – One Dream One Korea
- 2017 – Victim of Love (Sanjoy feat. Ars, Stephen Rezza, Elliott Yamin)
- 2018 – I'm All Ears (다둘어줄게) (con Park Ji-min, in Ready to Listen Part 2)
- 2021 – Hurry (우린 서둘러) (Lovey feat. Youngjae)
- 2022 – Irreplaceable (con F.Hero feat. The Toys)
- 2022 – Colors (con Yerin)

### Colonne sonore
- 2018 – At the Usual Time (그 시간에) (per Gireumjin mello)
- 2020 – Fall In Love (빠져드나봐) (con Choi Jung-yoon, per Hwa-yang-yeonhwa)
- 2021 – Meet Me When the Sun Goes Down (태양이 지면 널 만나러 갈게) (per Tae-yang-ui norae)
- 2021 – Pop Star (per Geuraeseo naneun antipaen-gwa gyeolhonhaetda)
- 2021 – Good-bye Days (con Kei delle Lovelyz, per Tae-yang-ui norae)
- 2021 – So Not Worth It (내일 지구가 망해버렸으면 좋겠어) (per So Not Worth It)
- 2021 – You and I (그대와) (con Soyeon delle Laboum, per Gan tteor-eojineun donggeo)
- 2021 – Day by Day (per Love & Wish)
- 2022 – Closer (con Jay B, per Good Job)
- 2022 – On My Way (per Geumsujeo)

## Filmografia
- Dream Knight – webserie (2015)
- ONAIR - Secret Contract – sitcom (2021) – cameo
- So Not Worth It (내일 지구가 망해버렸으면 좋겠어?, Nae-il jiguga manghaebeoryeoss-eumyeon jokess-eoLR) – sitcom (2021)
- Love & Wish – webserie (2021)

## Teatro
- Tae-yang-ui norae. Kwanglim Arts Center di Seul (2021)